# Петрокки, Джузеппе
Джузеппе Петрокки (итал. Giuseppe Petrocchi; род. 19 августа 1948, Асколи-Пичено, Италия) — итальянский кардинал. Епископ Латина-Террачина-Сецце-Приверно с 27 июня 1998 по 7 июля 2013. Архиепископ Л’Акуилы с 7 июля 2013 по 1 августа 2024. Кардинал-священник с титулом церкви Сан-Джованни-Баттиста-деи-Фиорентини с 28 июня 2018.

## Биография

### Образование
Джузеппе Петрокки родился 19 августа 1948 года в Асколи-Пичено.
4 октября 1965 года Петрокки поступил в духовную семинарию Асколи-Пичено. В сентябре 1967 года епископ Марчелло Морганте направил его в Папскую Римскую семинарию. Он учился в Папском Латеранском университете и получил степень бакалавра. Впоследствии он получил высшее образование в Университете Мачераты и в Государственном университете Рима.

### Священнослужитель
15 сентября 1973 года он был рукоположен в священники епархии Асколи-Пичено в церкви Сан-Пьетро-Мартире. 27 июня 1998 года Папа Иоанн Павел II назначил его епископом Римско-католической епархии Латина-Террачина-Сеззе-Приверно. 20 сентября того же года в церкви Сан-Франческо в Асколи-Пичено он получил епископскую хиротонию от епископа Сильвано Монтевекки. 18 октября он вступил в епархию.
23 марта 2005 года он созвал первый епархиальный синод, который завершился 26 мая 2012 года. 2 июля 2010 года он основал и торжественно открыл епархиальный музей священного искусства в Сецце. Он также способствовал созданию новой епархиальной курии в Латине.
8 июня 2013 года Папа Франциск назначил его архиепископом Л’Акуилы, и в следующем месяце он вступил в должность. 29 июня 2013 года в базилике Святого Петра он получил паллий из рук того же Папы. 28 июня 2018 года Папа Франциск назначил архиепископа Петрокки кардиналом консистории.
22 сентября 2018 года кардинал Петрокки был назначен членом Папской комиссии по делам государства-града Ватикана, 6 октября 2018 года — Конгрегации католического образования и 27 апреля 2019 года — Конгрегации по канонизации святых.
11 января 2021 года он был избран председателем Церковного региона Абруццо-Молизе. 
1 августа 2024 года Папа Франциск принял отставку с поста архиепископа Л’Акуилы кардинала Джузеппе Петрокки и назначил его преемником монсеньора Антонио Д’Анджело, до сих пор архиепископа-коадъютора этой же архиепархии.